# 安曇野高橋節郎記念美術館

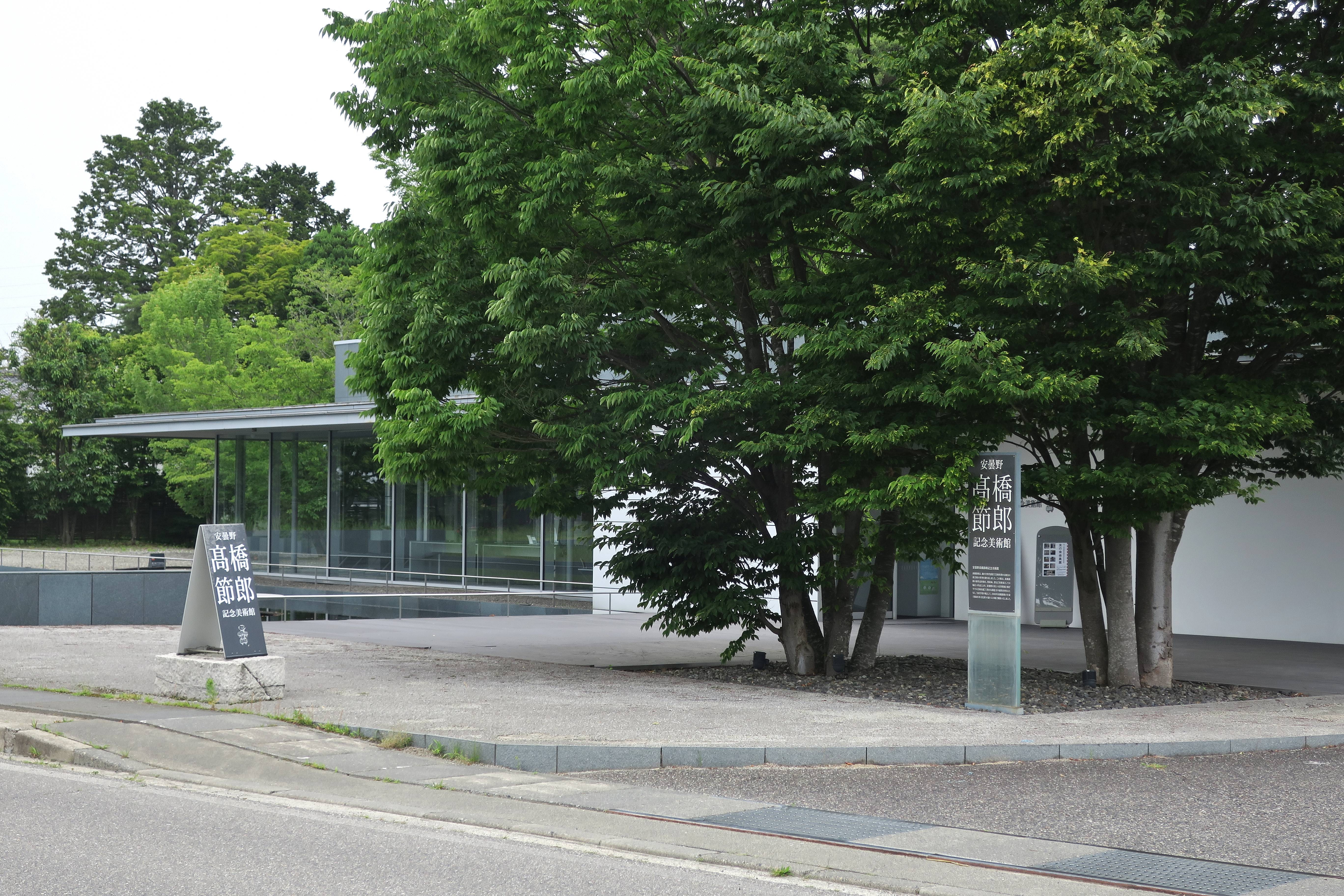
エントランス

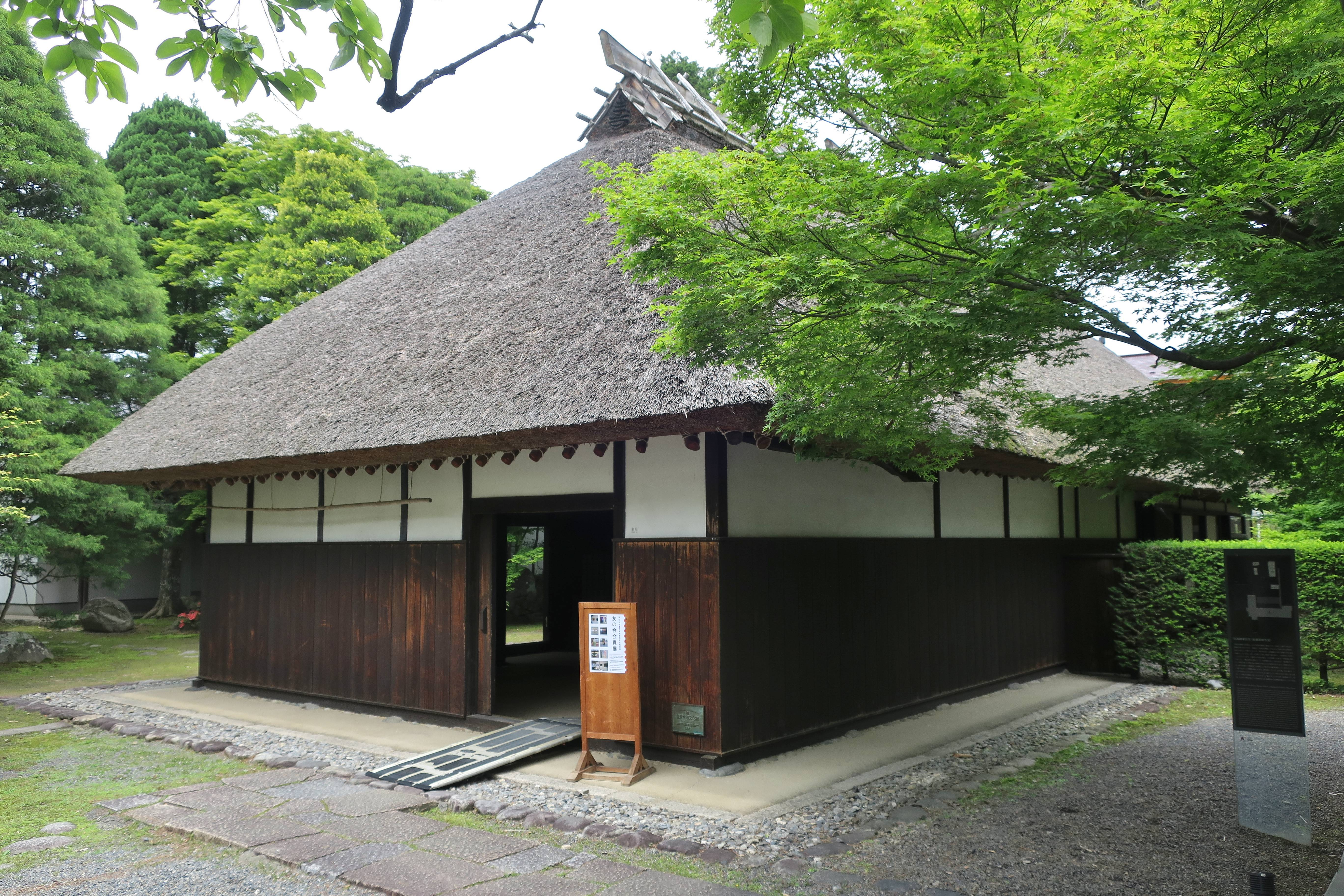
旧高橋家住宅（高橋節郎生家）

- 安曇野高橋節郎記念美術館
- 安曇野髙橋節郎記念美術館

安曇野高橋節郎記念美術館（あづみのたかはしせつろうびじゅつかん、安曇野髙橋節郎記念美術館）は、長野県安曇野市穂高北穂高にある美術館。高橋節郎（髙橋節郎）作品の収蔵・展示を行っている。安曇野アートライン加盟施設。　

## 施設
当館は安曇野市が安曇野市博物館条例に基づき、「高橋節郎芸術の顕彰と、その芸術を後世に継承することにより芸術文化の発展及び地域振興に寄与するとともに生涯学習の場としての活用を図るため、資料の展示及び保管並びに生家保存並びに生涯学習のための施設提供を行う」（第6条4より引用）ことを目的に設置している施設である。
南安曇郡北穂高村（のちに同郡穂高町、現・安曇野市）出身の漆芸術家、高橋節郎の文化勲章受章を経て、2003年（平成15年）に開館した。
建物は鉄筋コンクリート構造（RC造）、一部鉄骨構造（S造）・鉄骨鉄筋コンクリート構造（SRC造）の地上2階建てで、敷地面積6,555.49m2、建築面積1,361.71m2、延床面積1,289.65m2。設計はプランツアソシエイツ、施工は大成建設・伊藤建設共同企業体 (JV) がそれぞれ担当した。
古民家再生された彼の生家や蔵などが一体となるよう本館や庭が設計されており、蔵や主屋にも彼の作品などが展示されている（設計：宮崎浩/プランツアソシエイツ）、下記のように数々の受賞歴があり、建築物としても評価されている。
- 第2回エコビルド賞(2003)：主催 エコビルド実行委員会／財団法人建築環境･省エネルギー機構
- 第36回中部建築賞(2004)：主催 特例財団法人東海建築文化センター
- 第3回芦原義信賞(2004)：主催 日本建築美術工芸協会
- 第38回SDA賞準優秀賞(2004)：主催 公益社団法人日本サインデザイン協会
- 日本建築学会 作品選集2005
- 日本建築学会 作品選奨2005
- 第46回BCS賞(2005)：主催 社団法人日本建設業連合会
- 日本建築家協会 優秀建築選2005
  - 第6回JIA環境建築賞(2005)
  - 200 Selected Works 2005(JIA)
- 第4回環境・設備デザイン賞 ：主催 社団法人建築設備綜合協会
  - 建築・設備統合デザイン部門 優秀賞（2006）

## 収蔵品
高橋節郎による作品（漆屏風、漆パネル、乾漆立体作品、漆飾盤、墨彩画、書）約3,000点を収蔵。また、関連資料として約10,000点を収蔵する。

## 利用情報
- 開館時間：9:00 - 17:00[3]
- 休館日：月曜日（祝日の場合は開館）、祝日の翌日、年末年始[3]。
- 入館料：一般・高校生・大学生は有料（団体割引あり）。中学生以下無料。特別展は別料金となる[3]。

## 交通アクセス
公共交通機関
JR大糸線・有明駅が最寄り。直線距離で1,251メートル、徒歩20分間。
JR大糸線・穂高駅から自動車で10分間。
JR篠ノ井線・明科駅から自動車で15分間。
自家用自動車
長野自動車道・安曇野インターチェンジから自動車で20分間。普通車50台、大型車3台が駐車可能な無料駐車場がある。